# Traité sur la Sarre
Le traité sur la Sarre est un accord conclu le 27 octobre 1956 à Luxembourg entre la République fédérale d'Allemagne (RFA) et la République française, cette dernière reconnaissant le rattachement de la Sarre, qui est alors un protectorat français, à l'Allemagne de l'Ouest à compter du 1er janvier 1957. Ce traité fait partie d'un ensemble d'accords connus sous le nom d'accords de Luxembourg (signés le même jour à Luxembourg), qui ont été liés au moment des négociations entre la France et l'Allemagne parce qu'ils concernaient des compensations exigées par la France pour accepter le rattachement de la Sarre à l'Allemagne.

## Contexte
À la suite de la Seconde Guerre mondiale, la Sarre, approximativement dans les limites de ce qui avait été le Territoire du bassin de la Sarre administré par la France sous mandat de la Société des Nations entre 1920 et 1935, est depuis 1947 un État indépendant (Saarland) sous protectorat français. Il est en union économique et monétaire avec la France.
À partir de 1952-1953, ce statut est de plus en plus contesté et complique les relations de la France avec la République fédérale allemande. Des négociations conduisent à un projet de transformation de la Sarre en district européen dans le cadre de l'Union de l'Europe occidentale qui venait d'être créée le 23 octobre 1954, projet qui avait les faveurs du chancelier Konrad Adenauer et du premier ministre sarrois Johannes Hoffmann ; ce district était destiné à préfigurer la mise en place d'une entité fédérale européenne. Ce statut est soumis par référendum à la population sarroise qui le rejette massivement le 23 octobre 1955 par 67,7 % des voix. Le rejet avait pour conséquence le maintien du statu quo, mais il était clair qu'il signifiait qu'une grosse majorité de la population souhaitait intégrer l'Allemagne de l'Ouest. Le gouvernement sarrois (partisan du statut) démissionne immédiatement ; en décembre 1955 est élue une diète à majorité pro-allemande. Le gouvernement français, conscient qu'un rattachement à l'Allemagne est désormais inévitable, ouvre des négociations avec l'Allemagne ; il est prêt à accepter le rattachement politique à l'Allemagne à condition que les intérêts économiques de la France soient préservés. Les négociations se poursuivent tout au long de l'année 1956 jusque fin septembre, au niveau politique et au niveau des juristes et experts. Les enjeux sont surtout économiques. Il s'agit pour la France de maintenir autant que possible les avantages qu'elle tire de l'union économique franco-sarroise, ce qui comprend une dissolution progressive de l'union, le maintien de dispositions favorables à la France dans les échanges avec la Sarre et la prolongation du droit d'exploitation par les Houillères de Lorraine des mines de charbon du bassin du Warndt. Il est admis aussi dans les discussions que l'accord doit prendre en compte le projet français de canalisation de la Moselle et l'achèvement par la France du grand canal d'Alsace. Des discussions ont lieu aussi avec des États tiers sur des points qui les concernent directement (Luxembourg pour la canalisation de la Moselle) ou indirectement (pays membres de la Communauté européenne du charbon et de l'acier).

## Contenu des accords de Luxembourg
Sous le nom d'accords de Luxembourg, on trouve en fait six traités ou conventions signés à Luxembourg le 27 octobre 1956. L'élément principal est le traité franco-allemand pour le règlement de la question sarroise. Les autres accords portent sur la canalisation de la Moselle, l'aménagement du cours du Rhin au niveau de l'Alsace et la révision du traité de la Communauté européenne du charbon et de l'acier (CECA), tous éléments faisant partie des compensations exigées par la France pour accepter le rattachement de la Sarre à l'Allemagne.

### Les six traités ou conventions
1) Traité entre la République française et la République fédérale d'Allemagne sur le règlement de la question sarroise. Le traité comporte 97 articles et 30 annexes. La question politique du rattachement est réglée par l'article 1 : « 1. La France accepte l'extension à la Sarre du champ d'application de la loi fondamentale de la République fédérale d'Allemagne, à compter du 1er janvier 1957. – 2. La loi fondamentale sera applicable et la législation de la République fédérale d'Allemagne sera introduite en Sarre à partir de ladite date, dans les conditions prévues au présent traité et sous réserve notamment de l'institution d'une période transitoire pendant laquelle la France et la Sarre continueront d'être unies en matière monétaire et douanière conformément aux stipulations du chapitre II ci-dessous. » Tout le reste du traité porte sur les dispositions très complexes qui, principalement en matière économique et financière, régiront la période transitoire (qui doit se terminer au plus tard le 31 décembre 1959), la dissolution de l'union économique et monétaire et le maintien ultérieur de certains avantages au profit de la France.
2) Convention franco-germano-luxembourgeoise sur la canalisation de la Moselle. « Les États contractants… agiront en commun pour rendre accessible aux bateaux de 1 500 tonnes le cours de la Moselle entre Thionville et Coblence. » L'intérêt pour la France est d'ouvrir à l'industrie lorraine un débouché vers la mer du Nord.
3) Convention franco-allemande sur l'aménagement du cours supérieur du Rhin entre Bâle et Strasbourg.
4) Protocole franco-luxembourgeois relatif au règlement de certaines questions liées à la Convention sur la canalisation de la Moselle. Le gouvernement luxembourgeois ayant fait valoir que la canalisation entraînerait un manque à gagner pour les Chemins de fer luxembourgeois, la France accepte des compensations au bénéfice de cette société.
5) Traité portant modification au traité instituant la Communauté européenne du charbon et de l'acier. Les signataires, outre l'Allemagne et la France, sont les autres membres de la Communauté : la Belgique, l'Italie, le Luxembourg et les Pays-Bas. Le rattachement de la Sarre à l'Allemagne modifiait le rapport de forces entre les deux pays dans les institutions de la Communauté, lié dans le traité du 18 avril 1951 au rapport des productions de charbon ; le nouveau traité prévoit une égalité entre la France et l'Allemagne.
6) Convention d'établissement et de navigation entre la France et l'Allemagne.